# أندريا بيزانو
أندريا بيزانو ( 1270 م - 1348 م ) .

نحّات إيطالي .
- كان أندريا بيزانو أحد كبار النحاتين الأوائل في عصر النهضة . وكان ماهراً جداً في النحت سواء في الأعمال البرونزية أو الرخامية . وقد أشرف على الزخرفة الداخلية لللكاتدرائية في كل من فلورنسا وأورفيتو . وتزين الباب البرونزي في بيت المعمودية في كاتدرائية فلورنسا عشرون نقشاً بارزاً تمثّل مشاهد من قصة يوحنا المعمدان ، وهي تُعتبر من بين أجمل النقوش البرونزية في عصر النهضة كله .

## سيرته
أندريا بيزانو Andrea Pisano نحات إيطالي ولد في قرية بونتديرا Pontedera وتوفي في أورفييتو Orvieto وقد عرف باشتغاله في الصياغة والمنحوتات البرونزية والعمارة. كان اسمه الحقيقي أندريا دا بونتديرا نسبة إلى القرية التي ولد فيها، وعرف بلقب بيزانو لقرب تلك القرية من مدينة بيزا . وكان والده كاتباً بالعدل، ولم تكن لأندريا علاقة قربى بأي من الفنانين الإيطاليين الملقبين ببيزانو المعاصرين له لأن اللقب مجرد دلالة على المنشأ .
لا يعرف شيء عن نشأة أندريا أو عن الأشخاص الذين اقتبس منهم المهنة، ولم تذع أخباره إلا حين استدعي إلى فلورنسا سنة 1330م مكلفاً القيام بعمل البوابة الجنوبية لمبنى المعمودية Baptistère الملحق بالكاتدرائية، فأتمها بدقة، واستطارت له بذلك شهرة واسعة.
زامل «أندريا» جيوتو دي بوندوني Giotto di Bondone، وبعد وفاة هذا الأخير خلفه لمدة وجيزة في رئاسة «مشاغل الكاتدرائية» في فلورنسة، وأشرف على تنفيذ الطابقين الثاني والثالث في برج الأجراس، التابع لتلك الكاتدرائية وتزيينهما، ثم استدعي بعد تركه تلك المهمة لشغل وظيفة مماثلة في مدينة أورفييتو خلفاً للنحات لورنزو ميتاني (1275-1330) Lorenzo Maitani فعمل هناك إلى أن وافته المنية.
تميّز أسلوب أندريا بيزانو بالرشاقة والشاعرية وقد أضاف إلى ذلك التوازن في التأليف، وهي ميزة أخذها عن جيوتو ، ولكن أندريا لم يتوصل إلى تلك الصفات البنائية في الشكل التي ميّزت فن جيوتو.

## أعماله
ومن أشهر أعماله:
ـ البوابة الجنوبية لمبنى المعمودية الملحق بكاتدرائية فلورنسا. وللبوابة مصراعان ويتألف النحت البارز فيهما من ثمانية وعشرين مشهداً موزعة في مربعات على مصراعي البوابة وهي تعالج موضوعات من الكتاب المقدس. وقد استمر العمل فيها من سنة 1330م إلى سنة 1336 م، واستعمل أندريا فيها خليطة البرونز.
ـ منحوتات من المرمر تزيّن أبراج الكاتدرائية في فلورنسا موزعة في أطر هندسية سداسية الشكل يبلغ فيها ارتفاع القطعة الأعظمي 0.78 متراً وتعالج هذه المنحوتات موضوعات ترمز إلى الفنون الجميلة.
ترك أندريا بيزانو ولدين وكان كلاهما نحاتين، وقد أنتج أحدهما، وهو المسمى نينو Nino أعمالاً اتصفت بالدقة والبراعة حتى غدا من الممكن مقارنتها بالنحت الدقيق على العاج الذي اشتهر به الأسلوب الفرنسي في ذلك الزمن.